# Regionaler Naturpark Brenne

Logo des Naturparks

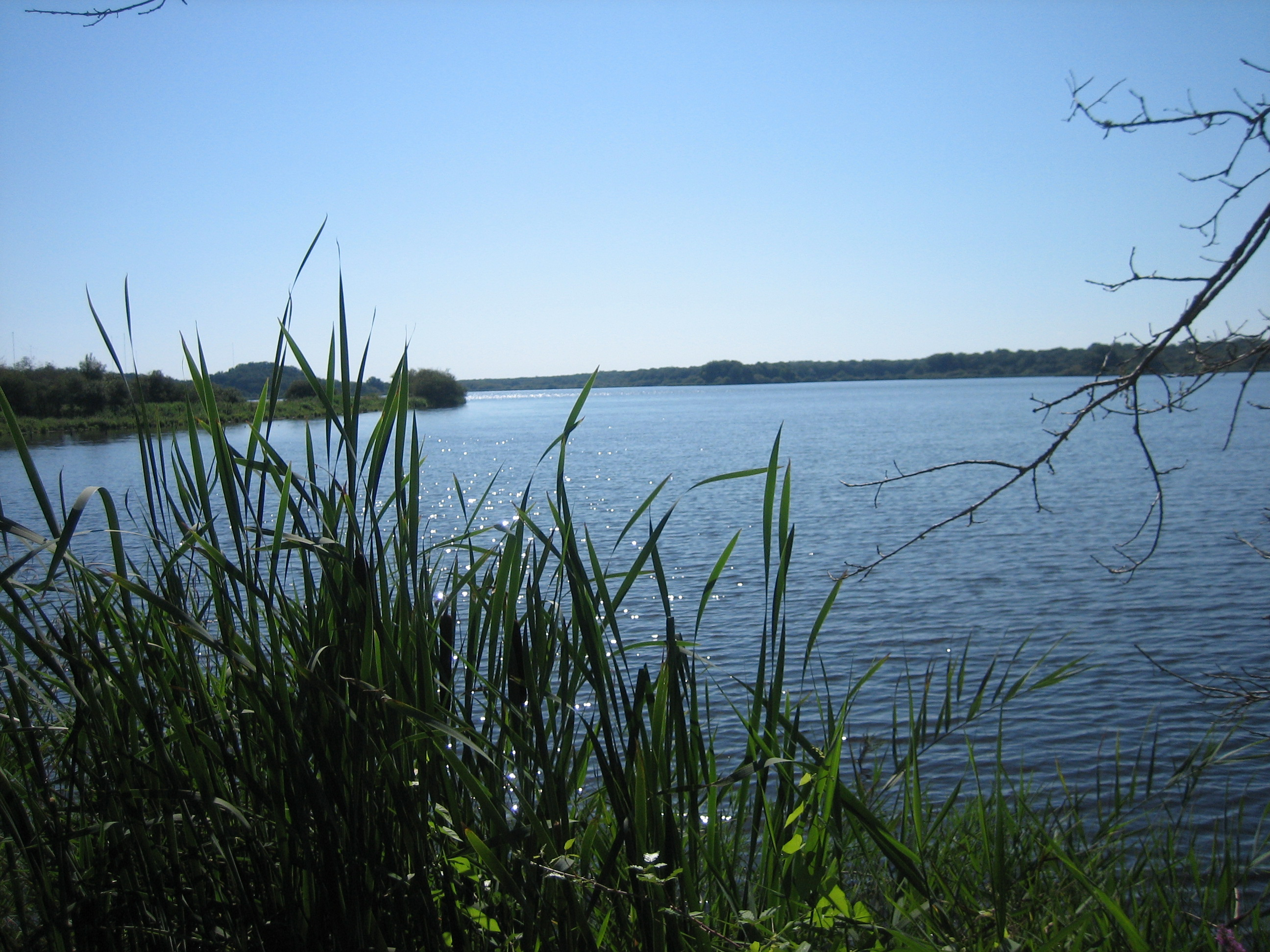
Der Étang de la Mer Rouge, einer der vielen Seen im Naturpark

Der Regionale Naturpark Brenne (französisch Parc naturel régional de la Brenne) erstreckt sich im französischen Département Indre in der Region Centre-Val de Loire.
Der 1989 gegründete Naturpark umfasst eine Fläche von 167.000 Hektar. 46 Gemeinden mit einem Einzugsgebiet von 31.000 Bewohnern bilden den Park.
Der Park liegt, wie schon sein Name sagt, in der Landschaft Brenne, einem Teil der historischen Provinz Touraine. Im Grenzgebiet zur Provinz Berry war die Brenne im Mittelalter eine unfruchtbare, sumpfige Zone. Die Mönche, die damals das Land bearbeiteten, kanalisierten im 12. Jahrhundert die Wasservorkommen und legten lange Ketten von Teichen und Seen an. Dieses Landschaftsbild ist bis heute weitgehend erhalten geblieben und bildet die Basis für den Naturpark.
Er ist den Naturliebhabern vor allem für seine Feuchtgebiete und die große Vielfalt von Wasservögeln bekannt, die von ihnen angezogen werden. Er fasst sehr unterschiedliche Territorien zusammen und umfasst zahlreiche Dörfer und kleine Städte, die sich rund um die Stadt Le Blanc anordnen. Die Parkverwaltung hat ihren Sitz in der Gemeinde Rosnay im Ort Bouchet (46° 43′ 15″ N, 1° 10′ 25″ O).